# Juliette Gréco
Juliette Gréco (Montpellier, 7 februari 1927 – Ramatuelle, 23 september 2020) was een Franse zangeres en actrice.

## Biografie
Gréco was in 1939 balletleerling in de Opéra de Paris. Tijdens de bezetting van Frankrijk door Nazi-Duitsland zat haar moeder in het verzet en was zij daar zelf ook bij betrokken. Toen ze echter gevangen werd genomen, werd ze niet gedeporteerd wegens haar jonge leeftijd.
Vanaf 1945 ontdekte Gréco het intellectuele en politieke leven in Parijs. Zij speelde enkele theaterrollen (Victor ou les Enfants au pouvoir, 1946)
en werkte aan een radio-uitzending gewijd aan poëzie.

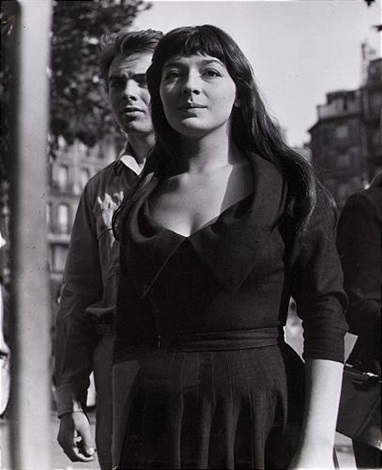
Gréco en Erskine Caldwell in 1948 gefotografeerd door Emmy Andriesse

In 1949 nam zij deel aan de heropening van het cabaret Le Bœuf sur le toit en liet een rijk repertoire zien (van Jean-Paul Sartre tot Boris Vian). In 1950 ontving ze een prijs van de Franse componistenvereniging SACEM voor Je hais les dimanches.
In 1952 trad ze op in Brazilië en de Verenigde Staten in de revue April in Paris. Greco had in deze periode een relatie met de Amerikaanse jazz-trompettist Miles Davis.
In 1954 zong ze in de Olympia in Parijs. Ze ontmoette haar aanstaande echtgenoot, de acteur Philippe Lemaire, bij de opnamen van de film Quand tu liras cette lettre. Ze scheidden in 1956 na de geboorte van hun dochter Laurence-Marie in 1954.
In maart 1956 gaf ze concerten in Amsterdam, Rotterdam en Den Haag, begeleid door de Nederlandse accordeonist Addy Kleijngeld.
Ze vertrok naar New York en ook daar riepen haar vertolkingen van Franse liedjes veel enthousiasme op. Bij de opnamen van de film The Sun Also Rises van Henry King in 1957 ontmoette ze de producer Darryl F. Zanuck. Ze werden geliefden en Gréco participeerde in enkele van zijn producties.
Van 1959 tot 1963 wijdde ze zich aan het chanson. Ze ontdekte enkele nieuwe talenten, onder anderen Serge Gainsbourg, Guy Béart en Léo Ferré.
In 1965 speelde ze een rol in de televisieserie Belphégor ou le Fantôme du Louvre. Enige tijd later ondernam ze een suïcidepoging. In 1967 ontmoette ze Michel Piccoli, die haar tweede echtgenoot zou worden. Ze scheidden in 1977. In 1968 bedacht ze de formule van concerten die om 18.30 uur begonnen in het Théâtre de la Ville in Parijs. Daar zong ze een van haar bekendste chansons, Déshabillez-moi.
Vanaf 1975 werd de muziek van haar chansons geschreven door Gérard Jouannest, sinds 1968 haar pianist en begeleider. Ze trouwde met hem in 1989. Ze hield talrijke tournees in het buitenland, met name in Duitsland en Japan.
In mei 2001 kreeg ze hartproblemen tijdens een concert in haar geboortestad Montpellier.
Op 27 mei 2011 trad Gréco voor het eerst na dertien jaar weer op in Nederland. Haar afscheidstournee hield ze in 2015, waarbij ze Nederland aandeed tijdens de Nacht van de Poëzie en een optreden gaf in het Amsterdamse Koninklijk Theater Carré. 
Juliette Gréco overleed in 2020 op 93-jarige leeftijd.

## Discografie

### Studioalbums
- 1951 - Amours perdues (Philips, 78 toeren)
- 1951 - Sous le ciel de Paris (Philips, 78 toeren)
- 1951 - Je hais les dimanches (Philips, 78 toeren)
- 1951 - Je suis comme je suis (Philips, 78 toeren)
- 1956 - Juliette Gréco no.4 (Fontana records)
- 1958 - Juliette New Style no.5 (Philips)
- 1959 - Si tut'images no.6 (Philips)
- 1961 - Jolie Mome no.7 (Philips)
- 1963 - La Javanaise no.8 (Philips)
- 1964 - Gréco chante Mac Orlan (Philips, heruitgave 2001, Mercury/Universal).
- 1964 - Les Grandes Chansons de Juliette Gréco (Philips)
- 1967 - La Femme (Philips, heruitgave 1998, Mercury/Universal).
- 1968 - Peut-etre que... (Philips)
- 1969 - Complainte Amoureuse (Philips)
- 1971 - Face a Face (Philips)
- 1972 - Juliette Gréco chante Maurice Fanon (Barclay, heruitgave 2002, Mercury/Universal).
- 1974 - Je vous attends (Barclay)
- 1975 - Gréco (RCA Victor)
- 1977 - Gréco chante Jacques Brel, Henri Gougaud, Pierre Seghers (RCA Victor)
- 1983 - Gréco 83 (Disques Meys)
- 1993 - Vivre dans l'avenir (Philips, heruitgave 2002, Universal]).
- 1998 - Un jour d'été et quelques nuits (Disques Meys).
- 2003 - Aimez-vous les uns les autres ou bien disparaissez... (Polydor).
- 2006 - Le Temps d'une chanson (Polydor)
- 2009 - Je me souviens de tout (Polydor)
- 2012 - Ca se traverse et c'est beau (Deutsche Grammophon)
- 2013 - Gréco chante Brel (Deutsche Grammophon)

### Livealbums
- 1950 - Juliette Gréco à l'Olympia 3ieme serie (Philips)
- 1962 - Juliette Gréco à l'abc (Philips)
- 1964 - Juliette Gréco à Bobino (Philips)
- 1966 - Juliette Gréco à la Philharmonie Berlin (Philips)
- 1966 - Juliette Gréco à l'Olympia (Philips)
- 1982 - Juliette Gréco recital (Philips)
- 1989 - Gréco 88: Hommage a Jacques Brel (Philips)
- 1992 - Juliette Gréco à l'Olympia (philips, heruitgave 2004, Mercury/Universal).
- 1999 - Juliette Gréco Odéon 1999 (Disques Meys).
- 2004 - Juliette Gréco Olympia 2004 (Polydor/Universal).

Compleet werk
- 2003 - L'Éternel féminin (21 cd's, Mercury/Universal).

### Compilaties
- 1990 - Je suis comme je suis (2 cd's - heruitgave 2002, Mercury/Universal).
- 1991 - Déshabillez-moi (1 cd - heruitgave 2003, Mercury/Universal).

## Videografie
- Juliette Gréco Olympia 2004 (2004, Polydor/Universal).

## Filmografie
- 1947 - Les Frères Bouquinquant van Louis Daquin.
- 1948 - Aller et retour (Ulysse ou Les mauvaises rencontres) van Alexandre Astruc.
- 1949 - Au royaume des cieux van Julien Duvivier.
- 1950 - Orphée van Jean Cocteau.
- 1950 - Sans laisser d'adresse van Jean-Paul Le Chanois, Gréco zingt hierin La Fiancée du prestidigitateur.
- 1951 - The Green Glove van Rudolph Maté, Gréco zingt hierin Romance en L’Amour est parti.
- 1951 - Boum sur Paris van Maurice de Canonge.
- 1953 - La Route du bonheur (Saluti e baci) van Maurice Labro en Giorgio Simonelli.
- 1953 - Quand tu liras cette lettre van Jean-Pierre Melville.
- 1955 - Elena et les hommes van Jean Renoir, Gréco zingt hierin Miarka et Méfiez-vous de Paris.
- 1956 - La Châtelaine du Liban van Richard Pottier, Gréco zingt hierin Mon cœur n’était pas fait pour ça.
- 1956 - L'Homme et l'Enfant van Raoul André.
- 1957 - Œil pour oeil (Occhio per occhio) van André Cayatte, Gréco zingt hierin C’est le destin qui commande.
- 1957 - The Sun Also Rises van Henry King.
- 1958 - Bonjour tristesse van Otto Preminger, Gréco zingt hierin Bonjour tristesse.
- 1958 - The Roots of Heaven van John Huston.
- 1959 - The Naked Earth van Vincent Sherman, Gréco zing hierin Demain il fera jour.
- 1959 - Whirlpool van Lewis Allen. Gréco zing hierin Whirlpool.
- 1960 - Crack in the Mirror van Richard Fleischer.
- 1961 - The Big Gamble van Richard Fleischer.
- 1962 - Maléfices van Henri Decoin.
- 1963 - L'Amour à la mer van Guy Gilles.
- 1965 - Onkel Toms Hütte van Geza von Radvanyi, Gréco zingt hierin Tant pis, tant pis pour moi (So Much the Worse for Me).
- 1965 - Belphégor ou le Fantôme du Louvre, televisieserie van Claude Barma - Volgend op het succes van deze serie waarin ze niet zingt, neemt ze de chanson Belphégor op.
- 1966 - Le Désordre à vingt ans van Jacques Baratier, documentaire.
- 1967 - The Night of the Generals van Anatole Litvak.
- 1973 - Le Far West van Jacques Brel.
- 1975 - Lily, aime-moi van Maurice Dugowson.
- 1996 - Jedermanns Fest van Fritz Lehner.
- 1999 - Lettre à mon frère Guy Gilles van Luc Bernard, documentaire.
- 2000 - Paris à tout prix van Yves Jeuland, documentaire.
- 2001 - Belphégor, le fantôme du Louvre.

## Theater
- Victor ou les Enfants au pouvoir van Roger Vitrac, Théâtre de la Gaîté-Montparnasse, 1946.
- Anastasia van Marcelle Maurette, Théâtre Antoine, 1955.
- Bonheur impair et passe van Françoise Sagan, Théâtre Édouard VII, 1964.

### Memoires
- Juliette Gréco, Jujube, Éditions Stock, Parijs, 1982, ISBN 2-234-00816-6.

### Biografie
- Françoise Piazza & Bruno Blanckeman, De Juliette à Gréco, Éditions Christian De Bartillat, 1994, ISBN 2-84100-000-1.

### Essays
- Michel Grisolia & Françoise Mallet-Joris, Juliette Gréco, Collection Poésie & Chansons, Éditions Seghers, Parijs, 1975.
- Régine Deforges, met foto's van Irmeli Jung, Juliette Gréco, Éditions Imprimerie Nationale, Parijs, 1990.